# Atrochromadora denticulata
Atrochromadora denticulata is een rondwormensoort uit de familie van de Chromadoridae. De wetenschappelijke naam van de soort is voor het eerst geldig gepubliceerd in 1967 door Wieser & Hopper.